# Tekever
A TEKEVER é um grupo empresarial português baseado na região de Lisboa. Foi criado em 2001 por ex-alunos do Instituto Superior Técnico cuja actividade se centra no desenvolvimento de tecnologia, produtos e serviços nas áreas das Tecnologias de Informação e Comunicação, Aeronáutica, Espaço, Defesa e Segurança. A partir de 2006 iniciou o processo de internacionalização, marcando hoje presença em escritórios no Reino Unido, Estados Unidos, China e no Brasil, além de várias lideranças de consórcios de investigação europeus, como o de vigilância do mediterrâneo para a Agência Europeia para a Segurança da Aviação, e o SWIPE (Space Wireless sensor networks for Planetary Exploration) da Agência Espacial Europeia.

## Produtos
- Tekever AR1
- Tekever AR3
- Tekever AR4
- Tekever AR5
- Inter-Satellite Link (ISL)

## Utilizadores
Portugal:
- Exército Português - Tekever AR4 utilizado durante a missão no Kosovo;[6]
- Guarda Nacional Republicana - Tekever AR3, Tekever AR4 Light Ray e Tekever AR5;[7][8][9]
- Marinha Portuguesa - Tekever AR3 e Tekever AR4;[10][11]
- Polícia de Segurança Pública - Tekever AR1 Blue Ray.[12]

 Reino Unido:
- Força Aérea do Reino Unido - Tekever AR3[13]
- Ministério da Defesa (Reino Unido) - Tekever AR5.[14]

 Brasil:
- Marinha do Brasil - Tekever AR2 Carcará.[10]

 Colômbia:
- Forças Armadas da Colômbia.[10]

 Indonésia:
- Conselho Nacional de Gestão de Desastres da Indonésia - Tekever AR4.[15]

 Nigéria:
- Agência de Segurança e Administração Marítima da Nigéria (NIMASA) - Tekever AR3.[16]
- Marinha da Nigéria - Tekever AR3.[17]
- Força Aérea Nigeriana - Tekever AR3.[18]

 Senegal:
- Ministério Senegalês de Pescas.[19][20]

 Ucrânia:
- Forças Armadas da Ucrânia - Tekever AR3 e Tekever AR5.[18][21]

 Espanha:
- Polícia Nacional - Tekever AR3.[22]

 União Europeia
- Agência Europeia de Segurança Marítima: Tekever AR5.[23]
- Agência Espacial Europeia: Inter-Satellite Link (ISL)[24]

### Potenciais operadores
Angola:
- Forças Armadas Angolanas.[25][26]

 Estados Unidos:
- Comando de Operações Especiais dos Estados Unidos.[27]

## Ver Também
Indústria aeroespacial em Portugal